# Parafia Najświętszego Serca Pana Jezusa w Jachówce
Parafia Najświętszego Serca Pana Jezusa w Jachówce – parafia rzymskokatolicka należąca do dekanatu Sułkowice. Została erygowana w 1984. Kościół pochodzi z 1938 roku.

## Galeria

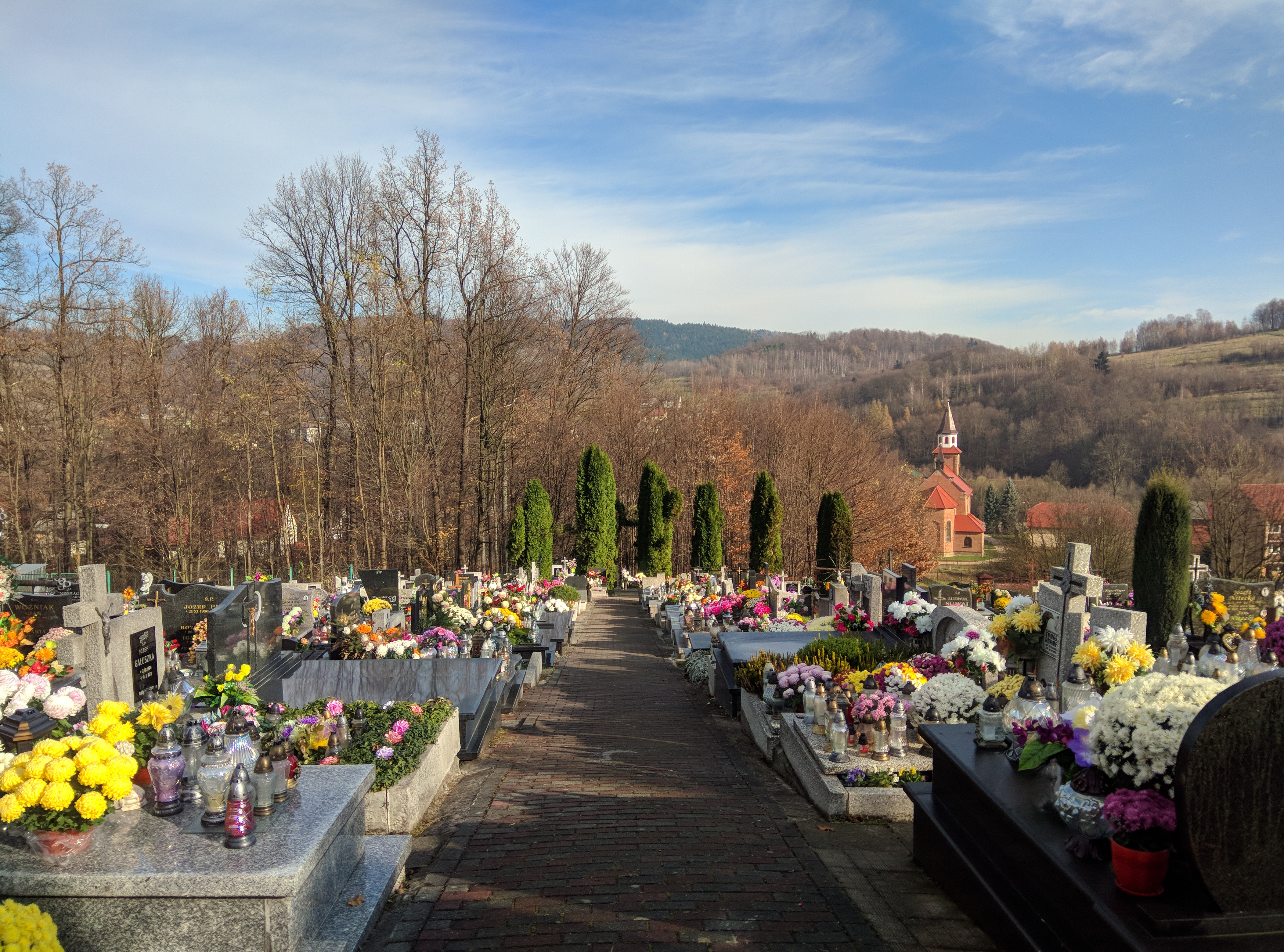
Cmentarz parafialny
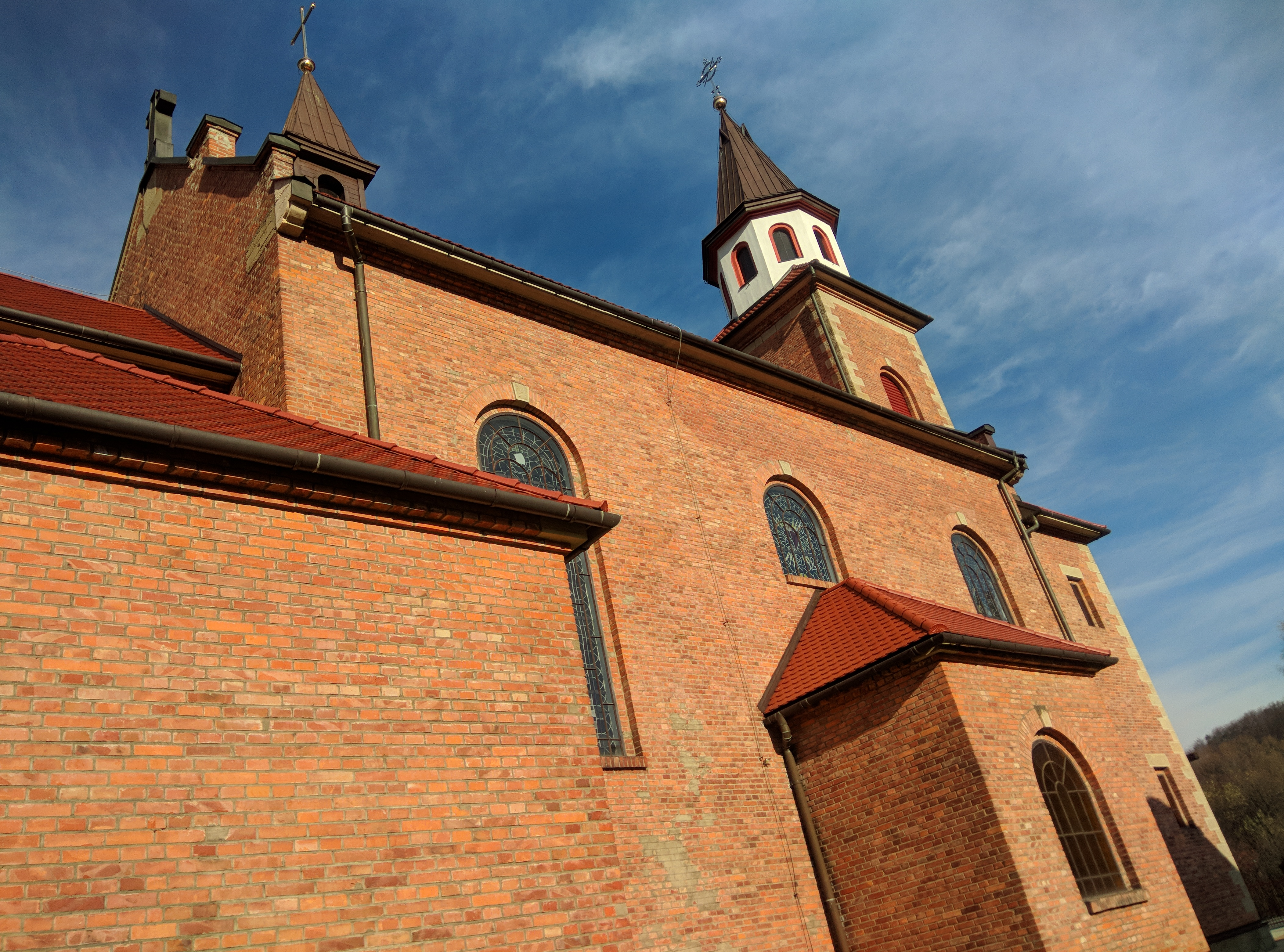
Kościół parafialny z prawej strony
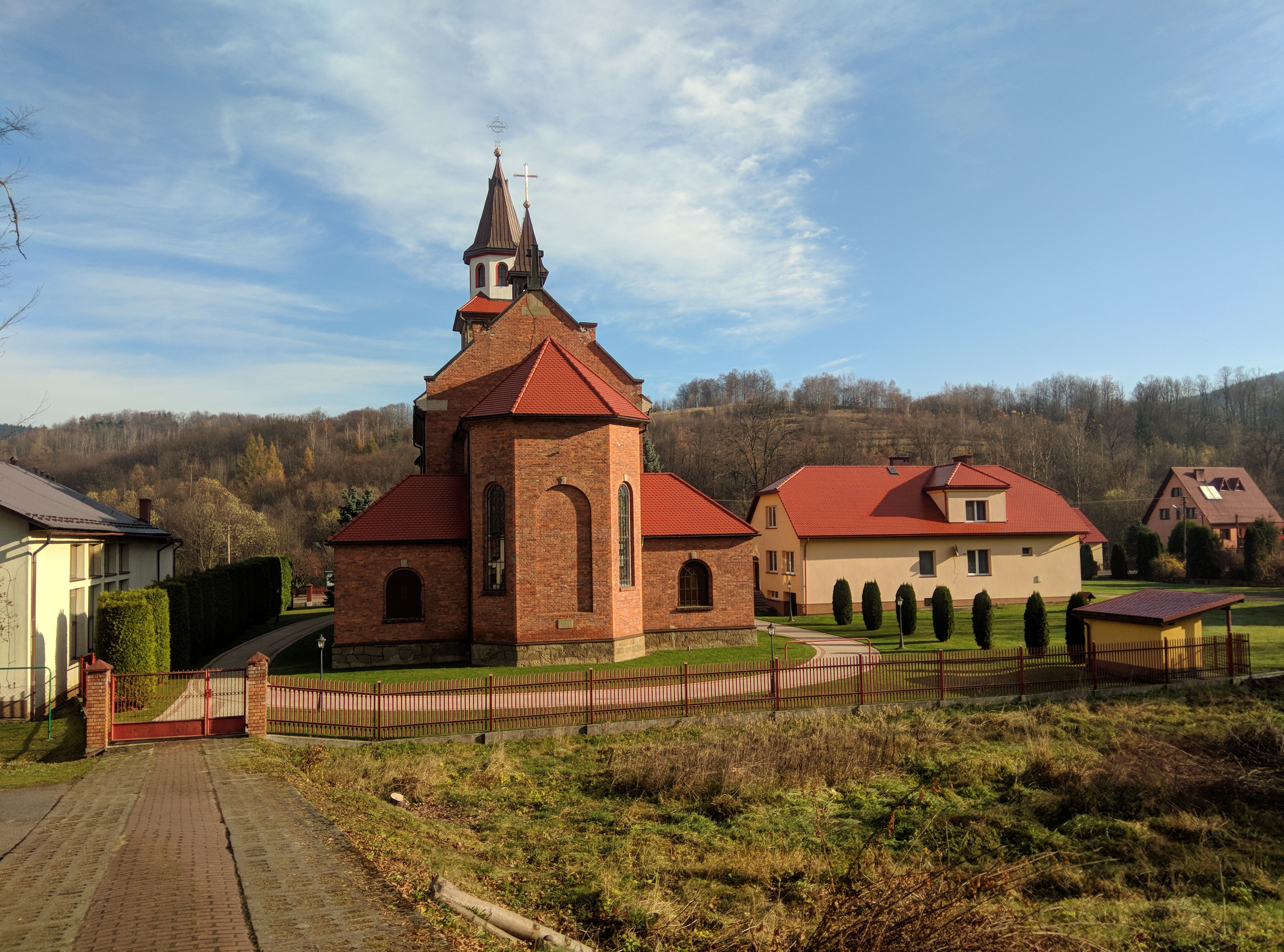
Kościół parafialny widok z cmentarza
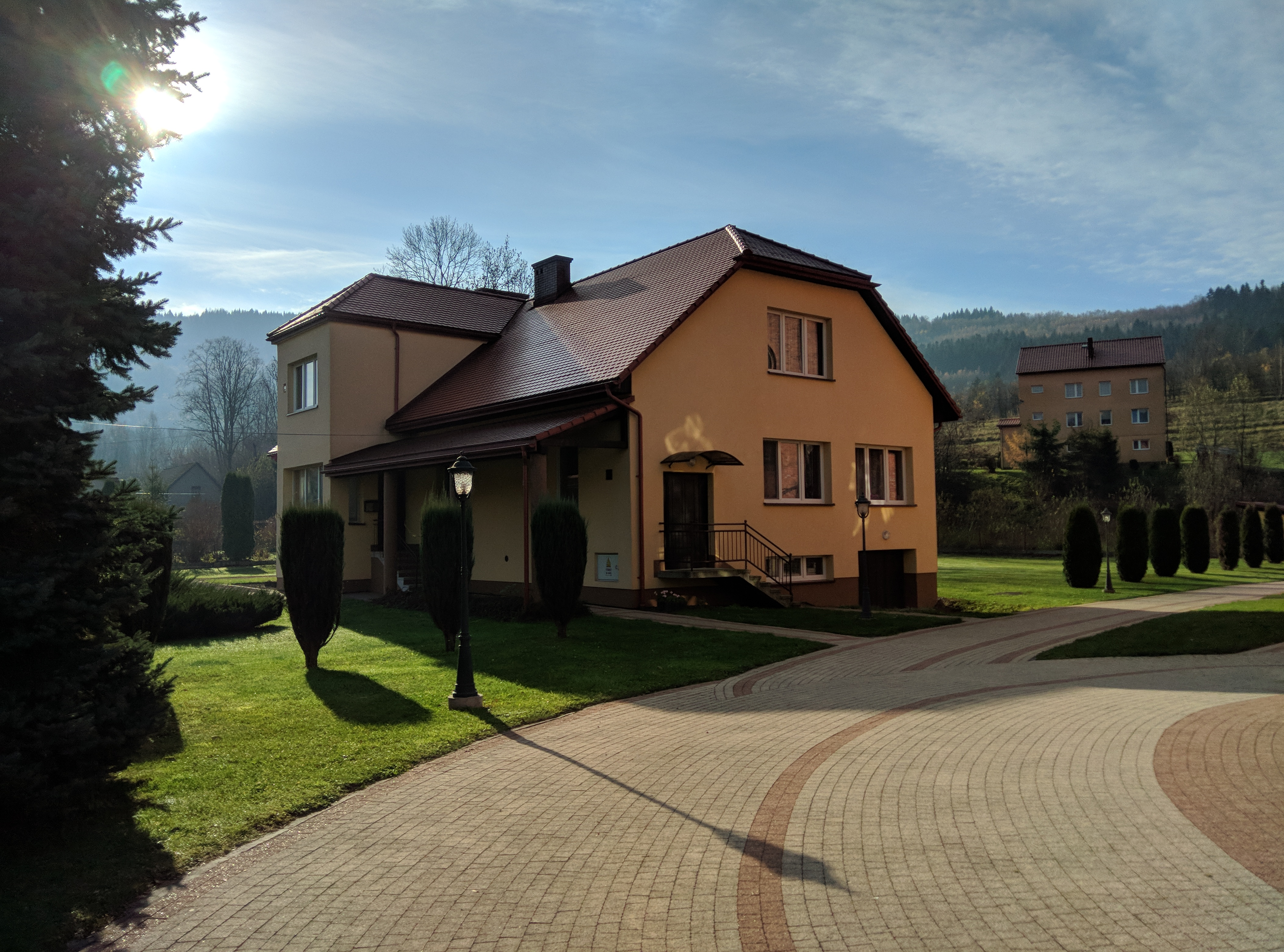
Plebania